# Wikstroemia subcyclolepidota
Wikstroemia subcyclolepidota är en tibastväxtart som beskrevs av L.P. Liu och Y.S. Lian. Wikstroemia subcyclolepidota ingår i släktet Wikstroemia och familjen tibastväxter. Inga underarter finns listade i Catalogue of Life.